# Axonometria

Szekrény axonometrikus ábrája

Az axonometria a térbeli objektumok szemléletes síkbeli ábrázolására szolgáló módszerek egyike.
Vetítési rendszere szerint paralel projekció = párhuzamos vetítősugarakkal (vö.: Ábrázoló geometria). Az axonometrikus kép átmenet az optikai lencsék leképezésével létrehozott élethű vetület és a műszaki tervezésnél alkalmazott merőleges nézetrajzok között. Használata csak akkor indokolt, ha az ábrázolt objektum méretei nem nagyok. Ellenkező esetben a kép valószerűségét zavarja a távolodó párhuzamos vonalak összetartásának hiánya. Egyszerű kivitelezése miatt elsősorban a műszaki gyakorlat, de a reneszánsz előtt készült freskók, táblaképek alkotói és a számítógépes 3D grafikai alkalmazások használják.
- Elnevezése:

Az axonometria a latin axis=tengely és metrum=mérték szavakból ered. Azt fejezi ki, hogy a térbeli koordináta-rendszert vetítjük a képsíkra (rajzlap, monitor), s az objektum egyes pontjainak a koordinátáit a tengelyekkel párhuzamosan felmérjük.

## Az axonometria elve

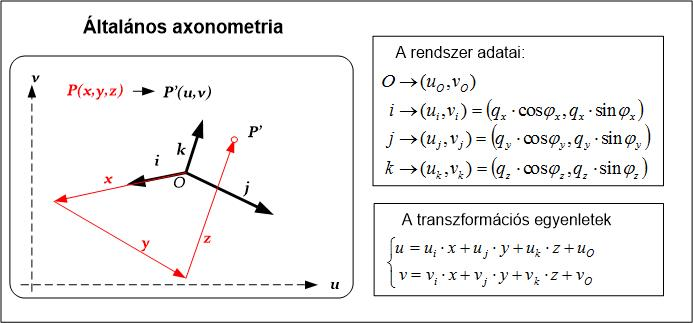
Általános axonometria

Minden axonometrikus ábrázoláshoz meg kell adni a képsík {\displaystyle (u,v)} koordináta-rendszerében a térbeli derékszögű koordináta-rendszer képét. Éspedig:
- grafikusan: a tengelyek különböző irányával ({\displaystyle \varphi _{x},\varphi _{y},\varphi _{z}}) és az irányonkénti skálafaktorokkal, ({\displaystyle q_{x},q_{y},q_{z}}).
- analitikusan: a koordináta-rendszer origójának és az {\displaystyle (i,j,k)} egységvektorok képének koordinátáival.
- A képtengelyek iránya 0° ≤ φ <360° forgásszög,
- A skálafaktor

merőleges vetítéskor a tengelynek a képsíkkal bezárt szögétől függ: 0 ≤ q = cos β ≤ 1 (rövidülés),
ferde vetítéskor ezenkívül a vetítősugaraknak a képsíkkal bezárt szögétől is. Ekkor lehet q ≥ 1 is.
(A rajz méretarányát nem, csupán a rövidülések arányát szokták megadni.)
Bizonyítható, hogy mindig létezik olyan vetítési rendszer, ami a megadott paramétereknek megfelelő vetületet hozza létre (Pohlke tétele).

## Axonometriai rendszerek
A vetítési rendszer határozza meg a térbeli derékszögű koordináta-rendszer tengelyeinek, a tengelykeresztnek a képét. Az általános helyzetű axonometria esetén mindhárom tengely metszi a képsíkot egy-egy nyompontban= nyomháromszög. A vetítés iránya ilyenkor bármilyen lehet.
Ha a képsíkkal egy vagy két tengely párhuzamos, akkor csak ferdeszögű vetítéssel kaphatunk képies ábrát. A tengelyek skálázása a vetítés irányától valamint a tengelynek a képsíkkal bezárt szögétől függ. Ha két tengely párhuzamos a képsíkkal, akkor a tengelykereszt vetületében e két tengely képe derékszöget zár be, ami megkönnyíti a kép szerkesztését: kavalier perspektíva, katonaperspektíva, kabinetperspektíva.
A rendszereket többféle szempont szerint csoportosíthatjuk:
1. A vetítési irány szerint
merőlegesen a képsíkra (ortogonális)
ferdén a képsíkra (klinogonális)
2. A tengelykereszt képe (a képsík helyzete) szerint
a képsík általános helyzetű
a képsík párhuzamos az egyik koordinátasíkkal (kavalier perspektíva)
a képsík merőleges a tengelyek térátlójára (izogonális rendszer)
3. A tengelyek skálázása szerint
minden rövidülés azonos: izometrikus
két rövidülés egyező: dimetrikus
minden rövidülés különböző: trimetrikus vagy anizometrikus
4. A kép nézetének iránya szerint
frontális: elöl- vagy oldalnézet az egyik függőleges síkon
madártávlat: az alapsíkon képzett ferde vetület
békaperspektíva: az alapsík alól vetített kép

## A gyakorlatban használt axonometriák

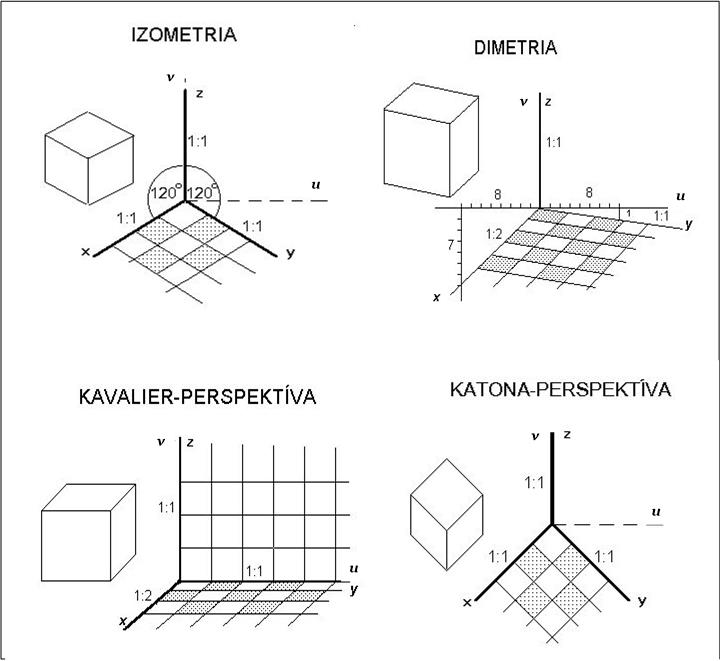
Konvencionális vetületek

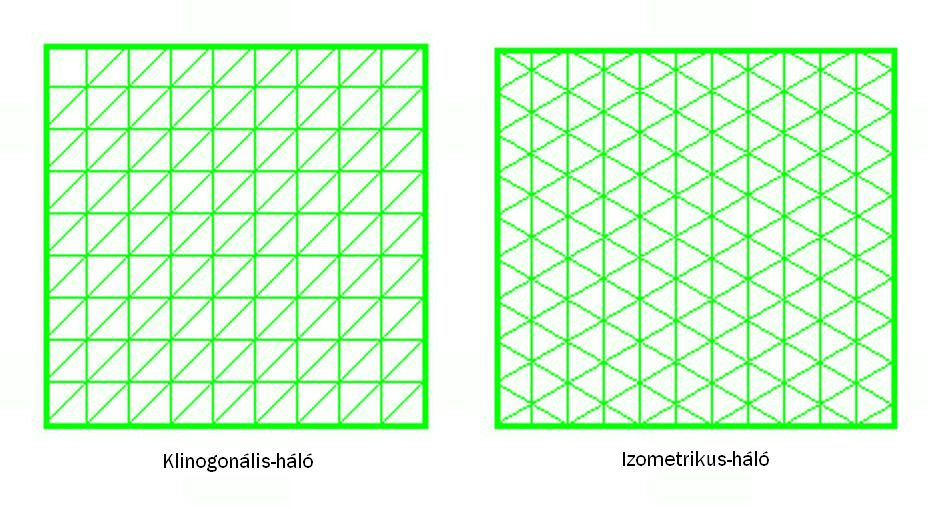
Axonometrikus hálózatok

A műszaki tervezésben az axonometrikus ábrázolás másodlagos: a tárgy rekonstruálására (gyártás) nem, csupán a vizuális szemléltetésre alkalmas. A sokféle lehetséges rendszer közül csak azokat használják, amelyeknél a képszerkesztés egyszerű és ugyanakkor az ábra szemléletes, képies. Ilyen szempontok alapján terjedtek el a következő konvenciók. A számítógépes tervezést segítő programok (CAD = Computer Aided Design) ezeket és más felvételeket is alkalmaznak. A műszaki rajzolók munkáját korábban segítő hálózatos papírok használatára ilyen környezetben nincs szükség.

### Ortogonális vetületek

#### A - Izometrikus axonometria

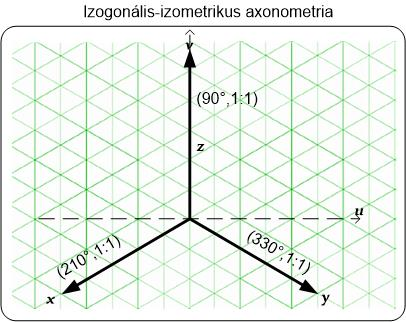
Izometrikus rendszer

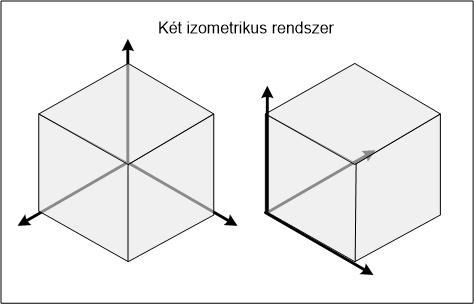
Különböző nézetirányú vetületek

Egy ortogonális vetületet megadhatunk a három térbeli tengelynek a képsíkkal bezárt szögével vagy a vetületüknek a képsík (u,v) tengelyeivel bezárt szögével és a rövidületeikkel.
A konvencionális felvételnél a térbeli OZ tengely képét a képsík v tengelyével párhuzamosan, a két vízszintes tengelyt ettől 120°-120°-kal jobbra-balra elforgatva vesszük fel. A rövidülések egyenlőek: qx=qy=qz=1.
Az alkalmazott vetítési rendszer:
- képsík merőleges a térbeli rendszer térátlójára,
- a vetítés merőlegesen történik,
- a tényleges rövidülések: qxyz= √(2/3) ≈ 0,8165 ≈ cos(35,26°).

A tengelykereszt irányítása változtatható. Igen egyszerű szerkeszteni, de nem nagyon képies.

#### B - Kétméretű (dimetrikus) axonometria

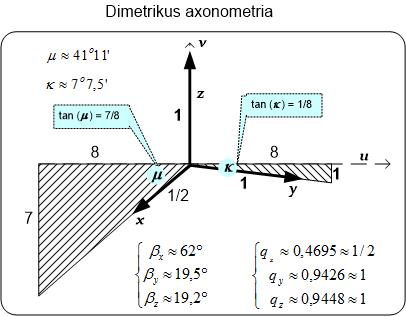
Dimetrikus rendszer

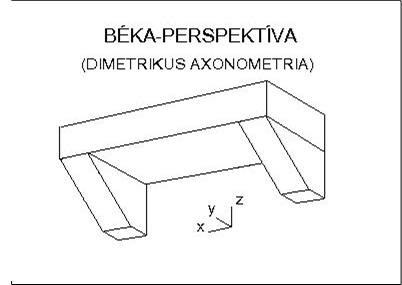
Dimetrikus alulnézet

Az izogonális-izometrikus rendszernél képiesebb vetületet eredményez az ábrán látható felvétel. A tengelykereszt szabad felvételével bármilyen vetítési rendszert írhatunk elő. Az itt bemutatott konvencióhoz hasonlóan megadható a két vetületi tengelynek a képsík vízszintes tengelyétől való elforgatásával: μ és κ szögekkel. Ebből meghatározható, hogy milyen ortogonális vetítő rendszer hozhatja létre az adott vetületet.
Konkrétan kiszámíthatók:
- a térbeli tengelyeknek a képsíkkal bezárt szögei (βx,βy,βz) és
- ezekből a (qx,qy,qz) rövidülések, skálafaktorok.

A konvenció
- a z (magassági) tengely a képsík ordinátájával esik egybe,
- az y (szélességi) tengely a képsík (u,v) rendszerében a (8,-1) pontba mutat,
- az x (mélységi) tengely a képsík (u,v) rendszerében a (-8,-7)pontba mutat.

A rövidülések: qy = qz = 1, qx = 0,5.
A konvencionális felvételnél kapott értékekből kiszámolható, hogy a három skálafaktor aránya közelítőleg 1:1:½, négyzetösszegük = 2,00175719 ≈ 2, ami csak az ortogonális axonometria tulajdonsága. A tengelyek átirányításával más nézetek hozhatók létre. Pl.: alulnézet = békaperspektíva.

### Klinogonális (kavalier) vetületek

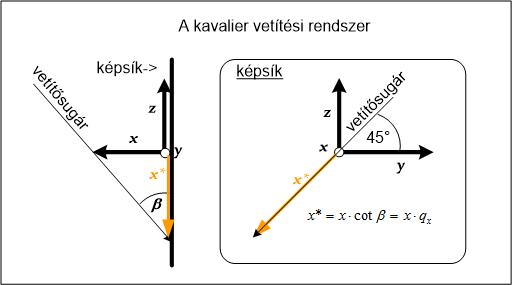
Kavalier axonometria elve

A ferde vetületek közül azokat, amelyeknél az egyik koordinátasík a képsíkkal párhuzamos az egész világon kavalier (Kavallier, cavagliere, cavalière, ...) perspektívának, axonometriának nevezik. A név eredete bizonytalan, egyes források szerint az erődítmények ún. lovagbástyájáról (Kavallierbastei) nevezték el. Az is valószínű, hogy egyik speciális változatával, a katonaperspektívával (military art,  l'architecture militaire, arte de frontera) keverik, amit a hadmérnöki gyakorlat előszeretettel használt. Ennél ugyanis a kép ferde felülnézeti vetület, ami a magas, toronyszerű épületről nézett látványt adja vissza.
Két alapváltozatot használunk:
1. frontális perspektíva: a képsík párhuzamos az (y,z) homloksíkkal,
2. rálátásos perspektíva: a képsík párhuzamos az (x,y) alapsíkkal.

mindkét esetben a képsíkba eső tengelyek vetülete derékszöget zár be.
A vetítési rendszert két szög határozza meg:
1. a vetítősugárnak a képsíkkal bezárt szöge: β,
2. a harmadik tengelynek a két merőlegessel bezárt szöge: φ.

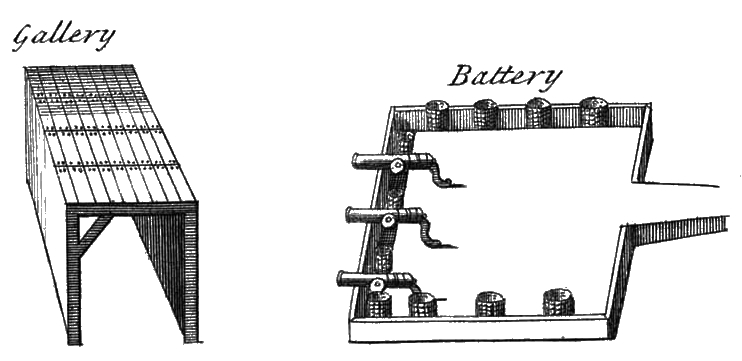
Kavalier axonometria

#### C - Konvencionális kavalier perspektíva

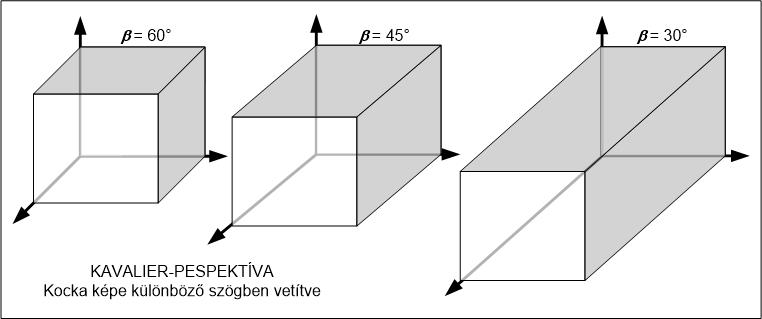
Különböző hajlású vetítősugarak

Az y tengely vízszintes, a z tengely függőleges, az x tengely a képsík abszcisszájával φ = 45°-os szöget zár be.
A rövidüléseket a könnyű felmérés érdekében: qy=qz=1 qx=0,5 értékekkel definiáljuk. Ez közel β = 60°-os (pontosabban 63°26′) vetítősugarat jelent.

#### D - Kabinetperspektíva

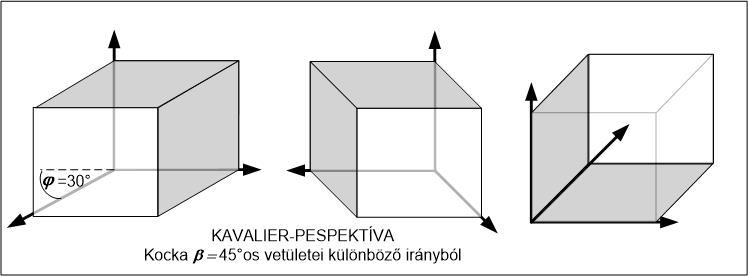
Különböző irányú vetületek

A konvencionális felvételtől csak annyiban tér el, hogy a mélységi méreteket is eredetiben mérjük fel: qx = 1.
Elsősorban a bútoriparban használják így és φ = 30-os beállításban is. A vetületi rendszer a katonaperspektíváéval azonos.

#### E - módosított kavalier perspektíva

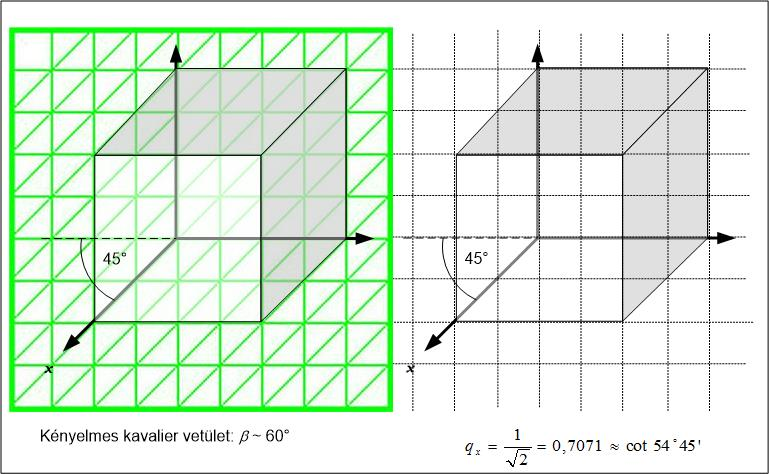
Egy kényelmes beállítás

Ha a konvencionális φ = 45°-os tájolást megtartva a mélységi zsugorítást qx= 1/√2-nek választjuk, akkor az x-tengely egységei a rajzlap négyzethálójának átlójával egyeznek meg. Ez β = 54,75°-os hajlásszögű vetítést jelent, s ezért a kép a konvencionális vetülethez hasonló.
Ez megkönnyíti a méretek körző nélküli felvitelét akár az iskolai kockás füzet lapjain, akár a megfelelő hálózaton. Szabadkézi vázlatok, iskolai szemléltető ábrák készítésénél előnyös.

#### F - Katonaperspektíva
A frontális beállításokkal ellentétben az alapsíkkal párhuzamos a képsík. A tengelykereszt magassági (z) tengelyét a képsík ordinátájának irányában veszik fel, a vízszintes (x,y) tengelyek erre szimmetrikusan, egymással φ = 90°-os szöget bezárva helyezkednek el. A tengelyek skálázása egyezik: qy=qz=qx=1, ami β = 45°-os vetítési hajlásszöget jelent.

## Segédeszközök
A hagyományos rajzoláshoz lehet kapni olyan vonalzókat, melyek az axonometrikus szerkesztést segítik. A legtöbb 2D CAD rendszer (például az AutoCAD) tartalmaz valamilyen segítséget axonometrikus képek közvetlen rajzolásához. A térbeli modellezőrendszerek elterjedése az axonometria használatát sokszor feleslegessé teszi.